# Lispe keiseri
Lispe keiseri är en tvåvingeart som beskrevs av Zielke 1972. Lispe keiseri ingår i släktet Lispe och familjen husflugor.
Artens utbredningsområde är Madagaskar. Inga underarter finns listade i Catalogue of Life.